# Véhicule à décollage et atterrissage verticaux

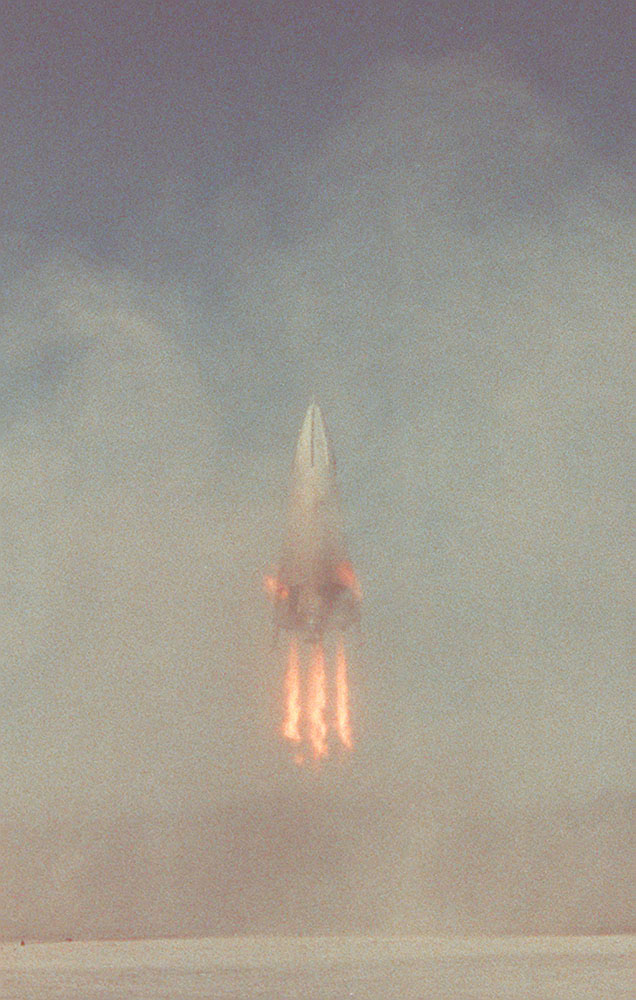
Atterrissage du DC-XA en 1996.

Un véhicule à décollage et atterrissage verticaux (VTVL, acronyme anglais de Vertical takeoff, vertical landing) est une forme de décollage et d'atterrissage pour les fusées avec un vecteur accélération dirigé exclusivement vers l'espace. Plusieurs vaisseaux VTVL ont volé. La fusée VTVL la plus connue et la plus commercialisée en 2020 est le Falcon 9 de SpaceX.
Les technologies VTVL ont été développées de manière substantielle avec de petites fusées après 2000, en partie grâce à des concours de prix incitatifs comme le Lunar Lander Challenge. De petites fusées VTVL réussies ont été développées par Masten Space Systems, Armadillo Aerospace et d'autres.
À partir du milieu des années 2000, les technologies VTVL était en cours de développement intense en tant que technologie de fusées réutilisables suffisamment grandes pour transporter des personnes, avec deux sociétés, Blue Origin (New Shepard) et plus tard SpaceX (Falcon 9), toutes deux ayant démontré la capacité de faire atterrir verticalement leurs lanceurs après opérations. La fusée New Shepard de Blue Origin a effectué le premier atterrissage vertical le 23 novembre 2015 après un vol d'essai qui a atteint l'espace extra-atmosphérique, et SpaceX avec une fusée Falcon 9 a effectué le premier atterrissage d'un propulseur orbital commercial environ un mois plus tard, le 22 décembre 2015.
Le terme « VTVL » est réservé aux fusées. Les avions qui décollent et atterrissent verticalement et qui utilisent l'air pour le soutien et la propulsion, tels que les hélicoptères et les jets sont qualifiés de « VTOL ».

## Historique
- 1961 : Bell Rocket Belt, démonstration d'une fusée VTVL[1].
- Les concepts de fusée VTVL sont étudiés par Philip Bono de Douglas Aircraft Co. dans les années 1960[2].
- Le module lunaire Apollo était un véhicule VTVL à deux étages développé dans les années 1960 pour atterrir et décoller sur la Lune.
- L'Union soviétique a entrepris un certain nombre de projets de développement mais qui n'ont pas abouti. Notamment la capsule habitée à atterrissage vertical appelée Zarya à la fin des années 1980[3].
- Le McDonnell Douglas DC-X était un prototype de lanceur VTVL sans pilote qui a effectué plusieurs vols d'essai avec succès dans les années 1990. En juin 1996, le véhicule a établi un record d'altitude à 3 140 mètres avant d'effectuer un atterrissage vertical[4].
- Rotary Rocket a testé avec succès un système d'atterrissage vertical pour leur conception Roton, basé sur un système d'hélicoptère en 1999, mais n'a pas été en mesure de lever des fonds pour construire un véhicule complet.
- 13 juin 2005 : Annonce du lancement du lanceur réutilisable suborbital Blue Origin VTVL[5].
- 2005 : Blue Origin Charon, un véhicule d'essai propulsé par un moteur à réaction, valide les technologies de guidage et de contrôle autonomes utilisées plus tard dans les fusées VTVL de Blue Origins.

- 2006, 2007 : Blue Origin Goddard, un démonstrateur pour le dernier véhicule suborbital New Shephard, effectue 3 vols réussis.
- En 2006-2009, Scorpius / Super Mod d'Armadillo Aerospace, Xombie de Masten Space Systems et Blue Ball de Unreasonable Rocket ont participé au Northrop Grumman / NASA Lunar Lander Challenge. Les conceptions VTVL suivantes, y compris le Xaero de Masten et le Stig d'Armadillo, visaient un vol à plus grande vitesse vers des altitudes suborbitales plus élevées[6].
- SpaceX a annoncé son intention en 2010 d'installer éventuellement un train d'atterrissage déployable sur le vaisseau spatial Dragon et d'utiliser les propulseurs SuperDraco du véhicule pour effectuer un atterrissage à terre[7].
- En 2010, trois engins VTVL ont été proposés à la NASA en réponse à la sollicitation de véhicules de lancement réutilisables suborbitaux (sRLV) de la NASA dans le cadre du programme d'opérations de vol de la NASA : le Blue Origin New Shepard, le Masten Xaero et l'Armadillo Super Mod.
- Morpheus est un projet de la NASA des années 2010 visant à développer un banc d'essai vertical qui présente de nouveaux systèmes de propulsion à propergol vert et une technologie autonome d'atterrissage et de détection des dangers[8].
- Mighty Eagle était un prototype robotique de Lander au début des années 2010 qui était développé par la NASA en août 2012[9].

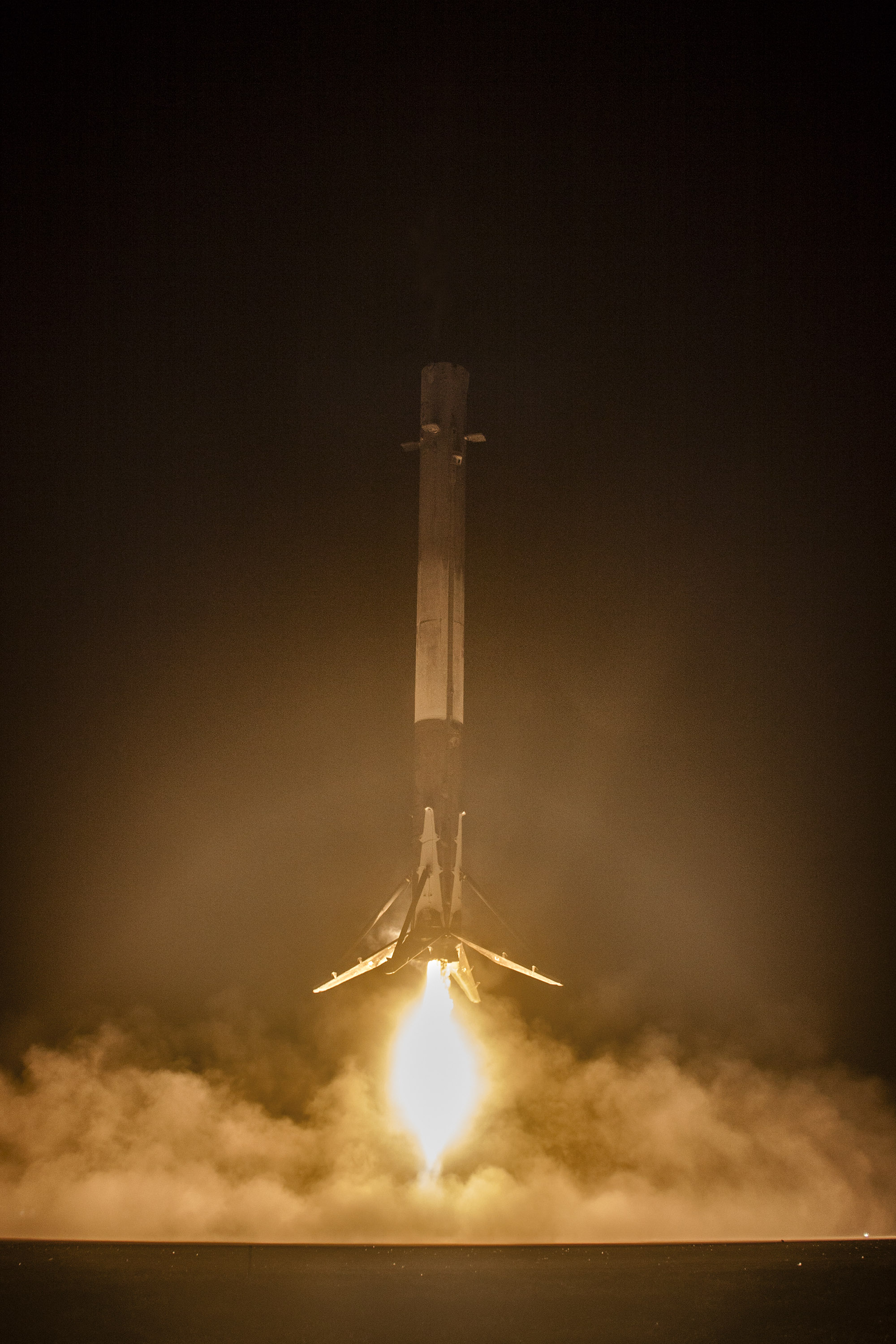
Le premier étage du Falcon 9 atterrit le 22 décembre 2015 après avoir mis en orbite des satellites commerciaux en orbite terrestre basse

- SpaceX a annoncé en septembre 2011 qu'il tenterait de développer la descente motorisée et la récupération des deux étages du Falcon 9, avec une capsule Dragon VTVL également[10],[11].
- 2012 : La fusée Grasshopper de SpaceX était un véhicule d'essai premier étage booster VTVL développé pour valider les différents aspects techniques à faible vitesse et à basse altitude de sa technologie de fusée réutilisable à grande échelle[12]. Le véhicule d'essai a effectué huit vols d'essai[13] avec succès en 2012-2013. Grasshopper v1.0 a effectué son huitième et dernier vol d'essai le 7 octobre 2013, à une altitude de 744 mètres ( Unité «  » inconnue du modèle {{Conversion}}.) (0,46 miles) avant d'effectuer son huitième atterrissage VTVL réussi[14].
- 2013-2017 : DragonFly était un prototype d'article d'essai propulsé par fusée à basse altitude pour une version propulsée de la capsule spatiale SpaceX Dragon. Ils avaient l'intention d'utiliser par la suite la technologie de Dragon 2, leur capsule spatiale réutilisable de deuxième génération avec équipage, pour atterrir après leur retour de l'espace, ainsi qu'un système d'interruption de lancement. Le prototype DragonFly a été utilisé pour des essais de vol propulsif à basse altitude en 2014 et 2015 [15]. Le développement a cependant été abandonné mi-2017.
- 2014 : le Falcon 9 Reusable Development Vehicle de SpaceX mesurait environ 50 pieds de plus que Grasshopper et était construit sur leur réservoir de suralimentation Falcon 9 v1.1 pleine grandeur, avec des pattes d'atterrissage conçues pour le vol et des propulseurs à azote gazeux de contrôle d'attitude. Le F9R Dev1 a effectué son premier vol d'essai en avril 2014, à une altitude de 250 meters ( Unité «  » inconnue du modèle {{Conversion}}.) avant d'effectuer un atterrissage vertical nominal[16].
- Le 23 novembre 2015, la fusée d'appoint New Shepard de Blue Origin a effectué le premier atterrissage vertical réussi après un vol d'essai suborbital sans pilote qui a atteint l'espace[17].
- Le 21 décembre 2015, le 20e étage du Falcon 9 de SpaceX a effectué le tout premier atterrissage vertical réussi d'un propulseur de classe orbitale après avoir propulsé 11 satellites commerciaux en orbite terrestre basse sur le Falcon 9 Flight 20[18].
- Le 8 avril 2016, le Falcon 9 de SpaceX a effectué le premier atterrissage réussi sur sa barge de récupération autonome dans le cadre de la mission de ravitaillement SpaceX CRS-8 vers la Station spatiale internationale[19].
- En janvier 2018, la société spatiale privée chinoise LinkSpace a testé avec succès sa fusée orbitale expérimentale réutilisable avec un décollage vertical réussi, un atterrissage vertical (VTVL)[20].
- Le 6 février 2018, SpaceX a réussi à faire atterrir deux de ses boosters de premier étage lors de son vol de démonstration du Falcon Heavy[21].
- En 2018, l'ISRO a révélé des détails sur le véhicule d'essai ADMIRE pour lequel un site d'essai et d'atterrissage était en cours de développement. Le véhicule aura une propulsion rétro supersonique, des jambes d'atterrissage rétractables spéciales qui agiront comme des ailerons en grille orientables et seront guidées par un système de navigation intégré qui aura un altimètre laser et un récepteur NavIC[22].
- Le 11 avril 2019, SpaceX réussi à faire atterrir les 3 premiers étages de la fusée Falcon Heavy (les 2 boosters plus l'étage central).
- Test VTVL à basse altitude du Starhopper, qui était un premier prototype de test pour le Starship. Le vol a eu lieu au SpaceX South Texas Launch Site à Boca Chica Village, au Texas, en juillet et août 2019 avec des vols jusqu'à ~ 150 m[23],[24],[25].
- Les prototypes du Starship de SpaceX d'une dimension de 9 m x 50 m sont en cours de construction à partir de novembre 2019. Le premier atterrissage réussi eu lieu le 4 août 2020 après un vol à 150 m d'altitude.
- Après un vol de 10 km d'altitude, le second étage du lanceur super lourd interplanétaire Starship de SpaceX, atterri avec un succès partiel le 4 mars 2021 et avec un succès complet le 5 mai 2021.

## Technologie d'atterrissage vertical
La technologie requise pour réussir les atterrissages rétropropulsifs, c'est-à-dire l'atterrissage vertical, comporte plusieurs éléments. Premièrement, la poussée doit être supérieure au poids du véhicule, deuxièmement la poussée doit normalement être vectorisée et nécessite un certain degré de variabilité de la poussée. Le système de guidage doit être capable de calculer la position et l'altitude du véhicule, de petits écarts par rapport à la verticale pouvant entraîner de grands écarts de la position horizontale du véhicule. Des systèmes RCS sont généralement nécessaires pour maintenir le véhicule dans un l'angle correct. SpaceX utilise également des ailette en grille pour le contrôle d'attitude lors de l'atterrissage de leurs boosters Falcon 9. 
Il peut également être nécessaire de pouvoir allumer des moteurs dans diverses conditions, notamment sous vide, et dans des conditions hypersonique, supersonique, transsonique et subsonique. 
Le poids supplémentaire de carburant, du réservoir plus grand, des jambes d'atterrissage et de leurs mécanismes de déploiement réduisent généralement les performances d'un système bénéficiant d'un système d'atterrissage par rapport aux véhicules à usage unique, toutes choses étant égales par ailleurs. Le principal avantage de la technologie réside dans le potentiel de réductions substantielles des coûts de vol spatial grâce à la possibilité de réutiliser des fusées après des atterrissages VTVL réussis. 

## Culture populaire

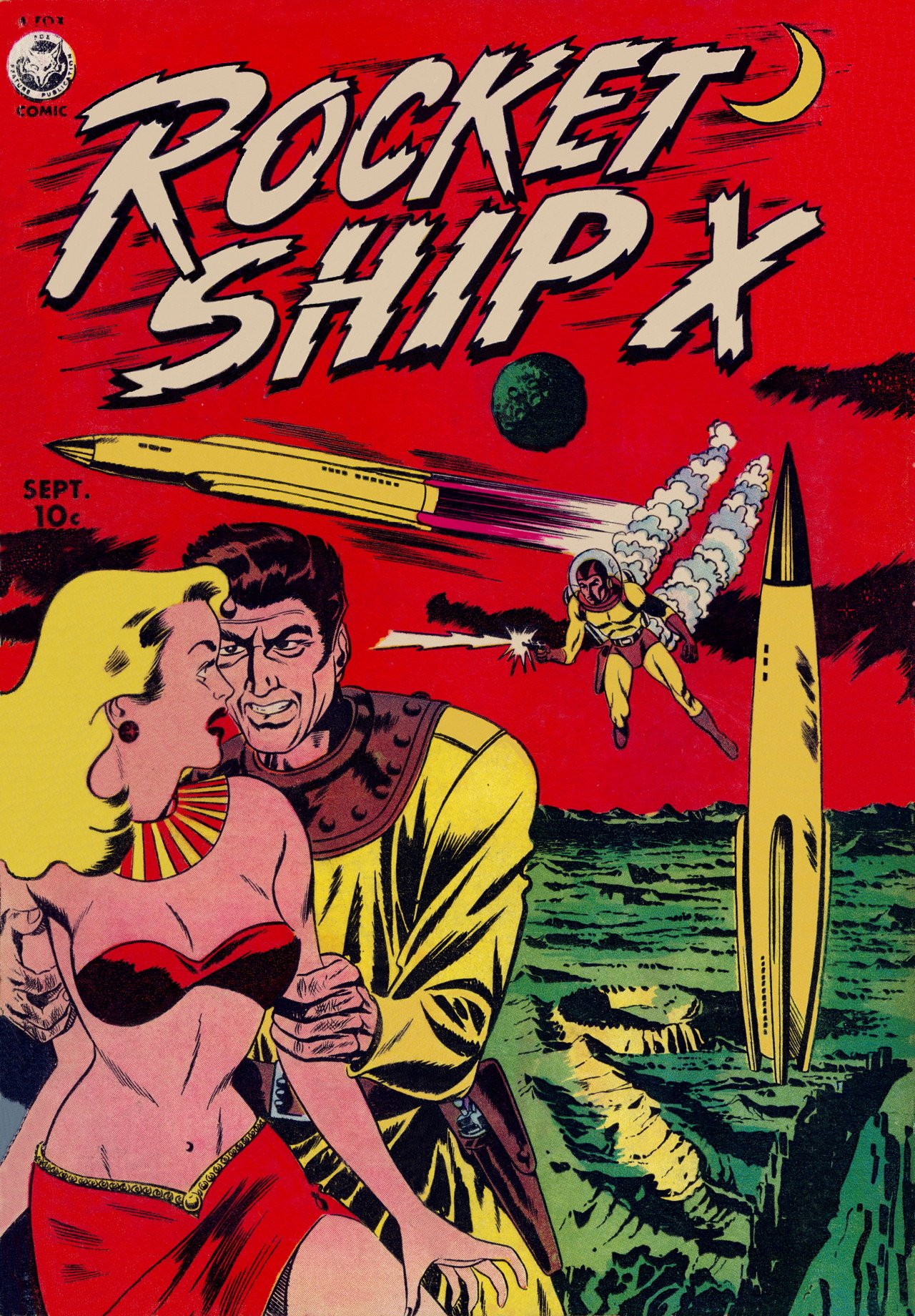
Fusée à atterrissage vertical représentée dans la bande dessinée Rocket Ship X de 1951

L'atterrissage vertical des vaisseaux spatiaux était le mode prédominant d'atterrissage de fusée envisagé à l'ère pré-vol spatial. De nombreux auteurs de science-fiction ainsi que des représentations de la culture populaire montrent des fusées atterrissant verticalement, se reposant généralement après avoir atterri sur les ailettes du véhicule spatial. La fusée lunaire de Tintin en est un exemple. Ce point de vue était suffisamment enraciné dans la culture populaire qu'en 1993, après un vol d'essai réussi à basse altitude d'un prototype de fusée, un écrivain a déclaré à propos d'un vol du DC-X : « Le DC-X lancé verticalement, planait dans les airs [...] Le vaisseau spatial s'est de nouveau arrêté et, alors que les moteurs diminuaient leur poussée, a effectué son atterrissage vertical. Tout comme Buck Rogers. Dans les années 2010, les fusées SpaceX ont également vu l'appellation à cette notion de culture populaire de Buck Rogers dans une « quête pour créer une fusée réutilisable « Buck Rogers » » ,. 